# ヴォルピーノ・イタリアーノ
ヴォルピーノ・イタリアーノ（英: Volpino Italiano）は、イタリア原産の愛玩用犬種である。単にヴォルピーノと呼ばれることもあり、ボルピーノ、ヴォルピノなどと表記されることもある。

別名はイタリアン・スピッツ（英: Italian Spitz）、フロレンタイン・スピッツ（英: Florentine Spitz）、フロレンタイン・ヴォルピーノ（英: Florentine Volpino）、カネ・ディ・クウィリナーレ（英: Cane de Quirinal）、クウィリナーレ・ドッグ（英: Quirinal Dog）と非常に多い。別名の多さは、かつて広く飼育されていたことを物語っている。
「ヴォルピーノ」の名は、イタリア語で「小さなキツネ」を意味する言葉に由来しているといわれている。

## 歴史
起源ははっきりと分かっていないがとても古くから存在する犬種で、古代ローマ時代から愛玩犬として飼育されていた。一番の最盛期はルネサンス期で、イタリアの貴婦人に好んで愛玩されていた。そこでは手厚い待遇を受け、象牙や宝石の沢山ついた金の首輪やブレスレットを付けられ、最高級の肉をベースとした料理を与えられていた。
人気は19世紀ごろまで続いたが、後にドイツから輸入された本種と同系統の犬種、ジャーマン・スピッツが人気を博すようになるとその人気は徐々に奪われていった。更にジャーマン・スピッツが最小型化されてポメラニアンが誕生すると完全に取って代わられ対抗できなくなり、絶滅寸前になってしまった。
現在は犬種クラブも存在し、FCIにも公認犬種として登録されているが、未だに希少な存在でイタリア国内であっても飼育頭数は非常に少ない。ちなみに、本種と同じような生存状況下にある日本原産犬種は日本スピッツなどが挙げられる。それとヴォルピーノは原産国内でもあまりピックアップされることが無く、隠れた名犬種として細々と生存している。

## 特徴
スピッツタイプの犬種で、キツネのような尖って細いマズルを持つが、目は円くて大きい。目鼻は黒々としている。やや細身で脚は短めである。コートは柔らかくたっぷりしたロングコートで、鬣も厚く長い。毛色はピュア・ホワイトかホワイトが好まれ多数派だが、フォーン、ブラック、セーブルの犬も稀にいる。耳は立ち耳、尾はふさふさした巻き尾。体高27～30cm、体重4～5kgの小型犬で、性格は明るく活発で遊ぶことが大好きである。友好的で子供に対しても寛容で、他の犬とも仲良くすることが出来る。運動量は少なめだが、人や犬と接することが大好きなので交流させる機会が必要である。

## 参考
- 『犬のカタログ2004』（学研）中島眞理 監督・写真
- 『日本と世界の愛犬図鑑2007』（辰巳出版）佐草一優監修
- 『デズモンド・モリスの犬種事典』デズモンド・モリス著書、福山英也、大木卓訳 誠文堂新光社、2007年
- 『日本と世界の愛犬図鑑2009』（辰巳出版）藤原尚太郎編・著